# The Lord of Steel Live
The Lord of Steel Live è il primo EP dal vivo della band statunitense Manowar. Presenta sei brani tratti da sei differenti concerti del The Lord Of Steel Tour.
È stato missato e masterizzato presso Haus Wahnfried and Hell.

## Tracce
Testi e musiche di Joey DeMaio eccetto dove indicato.
1. Thunder In The Sky (Gods of Metal Festival, Milano, Italia, il 21 giugno 2012) – 4:27
2. El Gringo (Münchenbryggeriet, Stoccolma, Svezia, il 10 marzo 2013) – 5:24
3. Expendable (The Circus, Helsinki, Finlandia, il 16 marzo 2013) – 3:09
4. The Lord Of Steel (Jahrhunderthalle, Francoforte, Germania, il 20 ottobre 2012) – 4:05
5. Hail Kill And Die (Stadium Live, Mosca, Russia, il 3 novembre 2012) – 4:24
6. Manowarriors (Mala Sportovni Hala, Praga, Repubblica Ceca, il 24 ottobre 2012) – 4:57

## Formazione

### Gruppo
- Eric Adams – voce
- Karl Logan – chitarra
- Joey DeMaio – basso
- Donnie Hamzik – batteria

### Produzione
- Joey DeMaio – produzione, missaggio, mastering
- Derk Kloiber – missaggio, mastering